# TaylorMade
TaylorMade es un fabricante de palos, bolas y accesorios de golf con sede en Carlsbad, California, Estados Unidos. Fue fundada por Gary Adams en 1979, y perteneció al grupo Salomon desde 1984 hasta 1998, cuando se incorporó al grupo Adidas. En 2012, TaylorMade compró la empresa de palos de golf Adams, fundada por Barney Adams en 1991. KPS Capital Partners compró a TaylorMade en 2017 por 425 millones de dólores, y luego la vendió a Centroid Investment Partners en 2021 por 1.700 millones de dólares.
La marca se especializa en drivers, que han sido utilizados por Tiger Woods, Rory McIlroy, Sergio García, Jon Rahm, Justin Rose, Dustin Johnson, Jason Day, Martin Kaymer, Henrik Stenson, Retief Goosen, Greg Norman, Camilo Villegas y Paula Creamer entre otros golfistas.